# Gruppe Die Linke im Bundestag
Die Linke war eine Gruppe im Deutschen Bundestag, die sich aus ehemaligen Mitgliedern der Fraktion Die Linke zusammensetzte. Die Gruppe wurde am 2. Februar 2024 gegründet bzw. anerkannt, nachdem die Linksfraktion bereits im Dezember 2023 aufgrund interner Konflikte aufgelöst wurde. Nach der Gründung des Bündnis Sahra Wagenknecht beschloss Die Linke (auf Bundesebene) im November 2023 ein neues Logo-Design, woraufhin im Februar 2024 auch die Gruppe im Bundestag ein neues Logo erhielt. Im 21. Bundestag ist Die Linke wieder als Fraktion vertreten.

## Mitglieder
Der Gruppe gehörten 28 Abgeordnete an, darunter bspw. Dietmar Bartsch und Gregor Gysi.

### Vorsitz
Am 19. Februar 2024 wurden Heidi Reichinnek und Sören Pellmann zu den Vorsitzenden der Gruppe gewählt. Sie setzten sich dabei in einer Abstimmung mit 14 zu 13 Stimmen gegen das als näher an der Parteispitze verortete Duo aus Clara Bünger und Ates Gürpinar durch. Parlamentarischer Geschäftsführer war Christian Görke.